# Liste des territoires non autonomes selon l'Organisation des Nations unies
Lire en ligne

Territoires sous tutelle et territoires non autonomes (1945-1999)

La liste des territoires non autonomes selon l'ONU est une liste de pays que l'Organisation des Nations unies considère comme non-décolonisés, « dont les populations ne s'administrent pas encore complètement elles-mêmes ». La liste a été élaborée début 1946 conformément au Chapitre XI (en) de la Charte des Nations unies, et a été mise à jour par l'Assemblée générale suivant la recommandation du Comité spécial de la décolonisation et de ses prédécesseurs.
Elle comprend des territoires qui ont refusé l'indépendance par référendum — tels Tokelau à deux reprises — ou qui ont élu des représentants qui ont choisi de refuser l'indépendance. Ainsi, le journaliste néo-zélandais Michael Field écrivait en 2004 : « L'ONU […] veut absolument débarrasser le monde des derniers vestiges du colonialisme avant la fin de cette décennie. Elle a une liste de seize territoires dans le monde, dont quasiment aucun ne veut être indépendant ». En 2007, l'ancien diplomate néo-zélandais John Hayes affirmait que les Nations unies devraient « laisser Tokelau tranquille » et cesser de pousser ce territoire néo-zélandais vers une indépendance que les Tokelauans ont rejetée. Patuki Isaako, qui était dirigeant de Tokelau en 2004 au moment d'un séminaire de l'ONU sur la décolonisation, avait informé les Nations unies que son pays ne souhaitait pas être décolonisé, et que les Tokelauans s'étaient toujours opposés à l'idée de la décolonisation depuis la première visite de représentants de l'ONU en 1976.
En mai 2008, Ban Ki-moon, secrétaire général de l'ONU, appelait les puissances coloniales à « terminer le processus de décolonisation dans l'ensemble des seize territoires non autonomes restants, sans exception » (« to complete the decolonization process in every one of the remaining 16 Non-Self-Governing Territories »). Le New Zealand Herald réagit en suggérant que les Nations unies sont « apparemment frustrées après leurs deux tentatives ratées pour faire voter les Tokelauans en faveur de l'indépendance ».
Les 10 et 11 mars 2013, les habitants des îles Malouines choisissent à 99,8 %, par référendum, de conserver le statut de territoire britannique d'outre-mer. Le territoire demeure néanmoins inscrit sur la liste.
À la suite de sa réélection en 2011 à la présidence de la Polynésie Française, Oscar Temaru demande la réinscription de la Polynésie française sur cette liste ; elle en avait été retirée en 1947. Le 5 mai 2013, l'Union pour la démocratie, le parti de Temaru, perd les élections législatives face au parti Tahoeraa Huiraatira de Gaston Flosse, hostile à l'indépendance. La réinscription de la Polynésie française est toutefois déjà inscrite à l'ordre du jour de l'Assemblée générale des Nations unies pour le 17 mai, à la suite d'une motion déposée par les îles Salomon, les Tuvalu et Nauru. Le 16 mai, l'Assemblée de la Polynésie française, avec sa nouvelle majorité anti-indépendantiste, adopte une motion demandant aux Nations unies de ne pas réinscrire le pays sur la liste des territoires non-autonomes. Le 17 mai, l'Assemblée générale adopte par consensus la réinscription sur la liste de la Polynésie française, malgré l'opposition de celle-ci et de la France. Oscar Temaru est présent lors du vote, qui a lieu le dernier jour de son mandat. Par ce vote, l'Assemblée générale « affirme le droit inaliénable de la population de la Polynésie française à l'autodétermination et à l'indépendance »,,.

## Entités actuelles
| Territoire                                   | Autorité administrante | Statut                                                      |
| -------------------------------------------- | ---------------------- | ----------------------------------------------------------- |
| Sahara occidental                            | Aucune                 | Territoire contrôlé à 80 % par le Maroc et 20 % par la RASD |
| Samoa américaines                            | États-Unis             | Territoire non incorporé des États-Unis                     |
| Guam                                         | États-Unis             | Territoire non incorporé des États-Unis                     |
| Nouvelle-Calédonie                           | France                 | Collectivité d'outre-mer à statut spécial de la France      |
| Îles Pitcairn                                | Royaume-Uni            | Territoire britannique d'outre-mer                          |
| Tokelau                                      | Nouvelle-Zélande       | Dépendance autonome de la Nouvelle-Zélande                  |
| Anguilla                                     | Royaume-Uni            | Territoire britannique d'outre-mer                          |
| Bermudes                                     | Royaume-Uni            | Territoire britannique d'outre-mer                          |
| Îles Vierges britanniques                    | Royaume-Uni            | Territoire britannique d'outre-mer                          |
| Îles Caïmans                                 | Royaume-Uni            | Territoire britannique d'outre-mer                          |
| Îles Malouines                               | Royaume-Uni            | Territoire britannique d'outre-mer                          |
| Gibraltar                                    | Royaume-Uni            | Territoire britannique d'outre-mer                          |
| Montserrat                                   | Royaume-Uni            | Territoire britannique d'outre-mer                          |
| Sainte-Hélène, Ascension et Tristan da Cunha | Royaume-Uni            | Territoire britannique d'outre-mer                          |
| Îles Turques-et-Caïques                      | Royaume-Uni            | Territoire britannique d'outre-mer                          |
| Îles Vierges américaines                     | États-Unis             | Territoire non incorporé des États-Unis                     |
| Polynésie française                          | France                 | Collectivité d'outre-mer                                    |

## Anciennes entités
Les territoires suivants ont été identifiés par la Résolution 66 (1) de l’Assemblée générale des Nations unies du 14 décembre 1946, comme Territoires sous tutelle et territoires non autonomes.
| Territoire                                                            | Autorité administrante                                   | Ancien statut                                                               | Date de retrait       | Issue |
| --------------------------------------------------------------------- | -------------------------------------------------------- | --------------------------------------------------------------------------- | --------------------- | --- |
| Indochine française                                                   | France                                                   | Fédération française de quatre protectorats et d'une colonie                | 1945 1949 1953        | Indépendance du Viet Nam en 1954. indépendance du Laos en 1953. Indépendance du Cambodge en 1953. |
| Établissements français dans l'Inde                                   | France                                                   | Comptoirs des Indes                                                         | 1947                  | Intégration dans l'Inde en 1956. |
| Saint-Pierre-et-Miquelon                                              | France                                                   | Colonie                                                                     | 1947                  | Autonomie administrative en territoire d'outre-mer |
| Guadeloupe et dépendances                                             | France                                                   | Colonie                                                                     | 1947                  | Autonomie administrative en département d'outre-mer |
| Martinique                                                            | France                                                   | Colonie                                                                     | 1947                  | Autonomie administrative en département d'outre-mer |
| Réunion                                                               | France                                                   | Colonie                                                                     | 1947                  | Autonomie administrative en département d'outre-mer |
| Guyane française                                                      | France                                                   | Colonie                                                                     | 1947                  | Autonomie administrative en département d'outre-mer |
| Zone du canal de Panama                                               | États-Unis                                               | Propriété américaine                                                        | 1947                  | Retiré à la demande du Panama contrôle complet du canal au Panama en 1999 |
| Nouvelle-Calédonie                                                    | France                                                   | Colonie                                                                     | 1947 réinclus en 1986 | Autonomie administrative en territoire d'outre-mer |
| Guyane néerlandaise                                                   | Pays-Bas                                                 | Colonie                                                                     | 1951                  | Pays constitutif du Royaume des Pays-Bas indépendance du Suriname en 1975 |
| Antilles néerlandaises                                                | Pays-Bas                                                 | Colonie                                                                     | 1951                  | Pays constitutif du Royaume des Pays-Bas séparation d'Aruba en 1986 comme pays constitutif dissolution en 2010 : création de Curaçao et Saint-Martin comme pays constitutifs séparés ; intégration de Bonaire, Saba et Saint-Eustache comme municipalités à caractère particulier des Pays-Bas |
| Porto Rico                                                            | États-Unis                                               | Territoire                                                                  | 1952                  | Autonomie administrative en territoire des États-Unis |
| Groenland                                                             | Danemark                                                 | Colonie danoise                                                             | 1954                  | Autonomie administrative en comté d'outre-mer |
| Protectorat français au Maroc                                         | France                                                   | Protectorat                                                                 | 1956                  | Indépendance du Maroc |
| Togoland britannique                                                  | Royaume-Uni                                              | Mandat de la Société des Nations                                            | 1957                  | Fusion avec Côte-de-l'Or pour former le Ghana |
| Côte-de-l'Or et protectorat                                           | Royaume-Uni                                              | Colonie                                                                     | 1957                  | Indépendance du Ghana |
| Alaska                                                                | États-Unis                                               | Territoire                                                                  | 1959                  | État entré dans l'Union |
| Hawaï                                                                 | États-Unis                                               | Territoire                                                                  | 1959                  | État entré dans l'Union |
| Congo belge                                                           | Belgique                                                 | Colonie                                                                     | 1960                  | Indépendance de la république du Congo - Léopoldville |
| Somalie britannique                                                   | Royaume-Uni                                              | Protectorat                                                                 | 1960                  | Indépendance de la Somalie |
| Cameroun français                                                     | France                                                   | Mandat de la Société des Nations                                            | 1960                  | Indépendance du Cameroun |
| Togo français                                                         | France                                                   | Mandat de la Société des Nations                                            | 1960                  | Indépendance du Togo |
| Afrique-Équatoriale française                                         | France                                                   | Colonie                                                                     | 1960                  | Indépendance du Tchad, Gabon, République du Congo, République centrafricaine |
| Afrique-Occidentale française                                         | France                                                   | Colonie                                                                     | 1960                  | Indépendance du Dahomey, Guinée, Mali, Côte d'Ivoire, Mauritanie, Niger, Haute-Volta, Sénégal |
| Nigeria                                                               | Royaume-Uni                                              | Colonie                                                                     | 1960                  | Indépendance du Nigeria |
| Somalie italienne                                                     | Italie                                                   | Territoire sous tutelle                                                     | 1960                  | Indépendance de la Somalie |
| Cameroun britannique                                                  | Royaume-Uni                                              | Mandat de la Société des Nations                                            | 1961                  | Partage entre le Nigéria et le Cameroun |
| Inde portugaise (Goa)                                                 | Portugal                                                 | Comptoirs des Indes                                                         | 1961                  | Intégration dans l'Inde |
| Sierra Leone                                                          | Royaume-Uni                                              | Colonie                                                                     | 1961                  | Indépendance de la Sierra Leone |
| Fort de São João Baptista de Ajudá                                    | Portugal                                                 | Forteresse                                                                  | 1961                  | Rattachement au Bénin |
| Ruanda-Urundi                                                         | Belgique                                                 | Mandat de la Société des Nations                                            | 1962                  | Indépendance du Rwanda et du Burundi |
| Ouganda                                                               | Royaume-Uni                                              | Protectorat                                                                 | 1962                  | Indépendance de l'Ouganda |
| Nouvelle-Guinée néerlandaise                                          | Pays-Bas                                                 | Province des Indes orientales néerlandaises                                 | 1963                  | Intégrée à l'Indonésie à la suite d'un référendum sur une population choisie par l'Indonésie |
| Colonie de Sarawak (maintenant Sarawak)                               | Royaume-Uni                                              | Protectorat britannique                                                     | 1963                  | Changement de statut intégré dans la fédération de Malaisie sans référendum |
| Bornéo du Nord (maintenant Sabah et Labuan)                           | Royaume-Uni                                              | Protectorat britannique                                                     | 1963                  | Changement de statut intégré dans la fédération de Malaisie sans référendum |
| Colonie du Kenya                                                      | Royaume-Uni                                              | Colonie                                                                     | 1963                  | Indépendance du Kenya |
| Tanganyika                                                            | Royaume-Uni                                              | Mandat de la Société des Nations                                            | 1963                  | Indépendance du Tanganyika devenu Tanzanie en 1964 |
| Zanzibar                                                              | Royaume-Uni                                              | Protectorat                                                                 | 1963                  | Indépendance du Zanzibar devenu Tanzanie en 1964 |
| Rhodésie du Nord                                                      | Royaume-Uni                                              | Colonie                                                                     | 1964                  | Indépendance de la Zambie |
| Nyassaland                                                            | Royaume-Uni                                              | Colonie                                                                     | 1964                  | Indépendance du Malawi |
| Îles Cook                                                             | Nouvelle-Zélande                                         | Territoire                                                                  | 1965                  | Indépendance sous forme de libre association |
| Gambie                                                                | Royaume-Uni                                              | Colonie                                                                     | 1965                  | Indépendance de la Gambie |
| Sud-Ouest africain                                                    | Afrique du Sud                                           | Mandat de la Société des Nations                                            | 1990                  | Indépendance de la Namibie |
| Basutoland                                                            | Royaume-Uni                                              | Colonie                                                                     | 1966                  | Indépendance du Lesotho |
| Protectorat du Bechuanaland                                           | Royaume-Uni                                              | Protectorat                                                                 | 1966                  | Indépendance du Botswana |
| Colonie d'Aden et protectorat d'Aden                                  | Royaume-Uni                                              | Colonie et protectorat britannique                                          | 1967                  | Indépendance du Sud-Yémen |
| Guinée espagnole                                                      | Espagne                                                  | Colonie                                                                     | 1968                  | Indépendance de la Guinée équatoriale |
| Swaziland                                                             | Royaume-Uni                                              | Colonie                                                                     | 1968                  | Indépendance du Swaziland (aujourd'hui Eswatini) |
| Ifni                                                                  | Espagne                                                  | Enclave du Sahara espagnol                                                  | 1969                  | Rattachement au Maroc |
| Hong Kong                                                             | Royaume-Uni                                              | Bail emphytéotique à la Chine                                               | 1972                  | Retiré à la demande de la Chine rétrocédé en 1997 |
| Macao                                                                 | Portugal                                                 | Bail emphytéotique à la Chine                                               | 1972                  | Retiré à la demande de la Chine rétrocédé en 1999 |
| Niue                                                                  | Nouvelle-Zélande                                         | Territoire                                                                  | 1974                  | Indépendance sous forme de libre association |
| Guinée portugaise                                                     | Portugal                                                 | Colonie                                                                     | 1974                  | Indépendance de la Guinée-Bissau |
| Afrique occidentale portugaise Congo portugais                        | Portugal                                                 | Colonie                                                                     | 1975                  | Indépendance de l'Angola |
| Mozambique                                                            | Portugal                                                 | Colonie                                                                     | 1975                  | Indépendance du Mozambique |
| Sao Tomé-et-Principe                                                  | Portugal                                                 | Colonie                                                                     | 1975                  | Indépendance de Sao Tomé-et-Principe |
| Archipel du Cap-Vert                                                  | Portugal                                                 | Colonie                                                                     | 1975                  | Indépendance du Cap-Vert |
| Côte française des Somalis Territoire français des Afars et des Issas | France                                                   | Colonie                                                                     | 1977                  | Indépendance de Djibouti |
| Rhodésie du Sud                                                       | Royaume-Uni                                              | Colonie                                                                     | 1980                  | Indépendance du Zimbabwe |
| Îles Cocos                                                            | Australie                                                | Territoire                                                                  | 1984                  | Autonomie administrative en territoire extérieur |
| Territoire sous tutelle des îles du Pacifique                         | États-Unis                                               | Mandat de la Société des Nations                                            | 1990 1994 pour Palaos | Indépendance des États fédérés de Micronésie, Palaos, îles Marshall îles Mariannes du Nord en territoire des États-Unis |
| Timor portugais                                                       | Portugal (→1975) Indonésie (→1999) Nations unies (→2002) | Colonie portugaise Province indonésienne annexée Administration transitoire | 2002                  | Indépendance du Timor oriental |

## Critiques et controverses

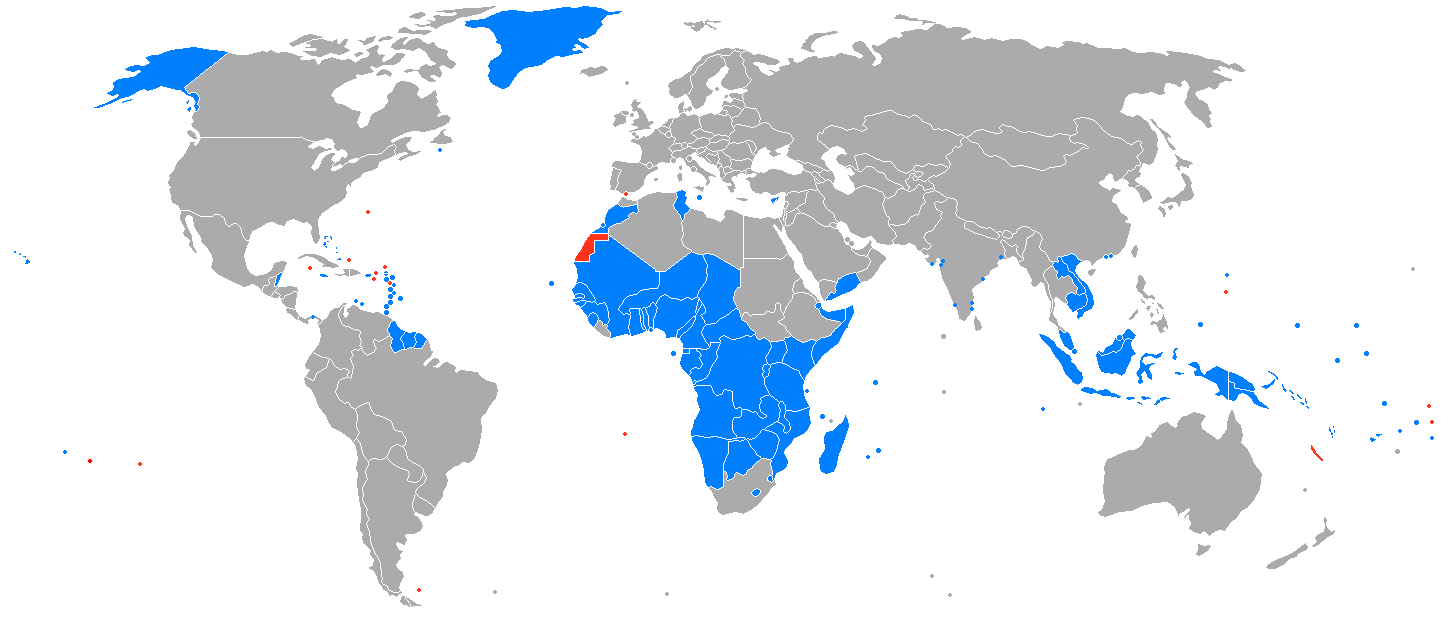
Territoires dans la liste de l'ONU :
actuellement
qui y ont figuré

La liste demeure controversée pour plusieurs raisons, notamment parce que les critères d'inclusion dans cette liste ont été définis en 1960 par la Résolution 1514 qui se focalise sur les colonies occidentales. Des 111 membres qui ont accédé à l'indépendance et rejoint l'ONU entre 1960 et 2008, au moins trente n'ont jamais été inclus dans la liste. De ces trente en 1960, huit (pour la plupart, des pays arabes) ont été gouvernés par des pays occidentaux, mais quatorze appartenaient à l'Union soviétique dont l'instance dirigeante était de facto la Russie, six à la Yougoslavie dont l'instance dirigeante était de facto la Serbie, un à la Tchécoslovaquie dont l'instance dirigeante était de facto la Tchéquie, un à l'Éthiopie et un au Pakistan. L'idée que cette liste est incomplète est reprise notamment par les militants de l'Organisation des nations et des peuples non représentés. Une conférence de juristes internationaux tenue à Londres en 1993 recommande d'appeler l'attention de l'Assemblée générale des Nations unies pour qu'elle inclue le Tibet dans le mandat du Comité spécial de la décolonisation,. L'ambassadeur de la République populaire de Chine à Londres rejeta toute participation d'experts chinois à la conférence, qualifiant cette dernière d'« ingérence dans les affaires intérieures de la RPC », et demanda son annulation.
Il y eut une controverse importante concernant la définition des territoires non autonomes,.
Selon Clive J. Christie, les définitions de l'anticolonialisme sont devenues confuses et inappropriées pour résoudre les problèmes politiques modernes. La déclaration anticoloniale des résolutions 1514 et 1541 de 1960 combinait l'affirmation du droit universel à l'autodétermination et une autre selon laquelle « l'unité nationale et l'intégrité territoriale » des nations devaient être respectées. Cela implique que dans le processus de décolonisation, le droit à l'autodétermination ne pourrait s'exercer que s'il ne viole pas « l'intégrité territoriale » d'une entité nationale. Cela soulève la question de la définition de « l'intégrité territoriale » dans le contexte de la décolonisation. Doit-il se fonder sur ce qui peut être appelé le « principe de Amílcar Cabral », celui de l'intégrité culturelle indigène ? Dans ce cas, ce serait un argument fort en faveur de l'indépendance du Tibet, mais moins convaincant en ce qui concerne l'indépendance du Timor oriental. Doit-il plutôt se fonder sur la forme des États pré-coloniaux ? Cela impliquerait des débats historiques complexes, et dénierait les droits de régions qui ont appartenu à des États pré-coloniaux - comme les Karens de Birmanie. Ou bien « l'intégrité territoriale » doit-elle être définie par les frontières créées par les dominations coloniales ? Dans ce cas, les droits à l'indépendance des Timorais orientaux seraient clairs, mais ceux de Aceh, et de la Papouasie occidentale/Irian Jaya seraient déniés.